# Amelia FitzClarence, Tử tước phu nhân Falkland
Amelia FitzClarence, Tử tước phu nhân Falkland (21 tháng 3 năm 1807 – 2 tháng 7 năm 1858), là một nữ quý tộc người Anh. Amelia là con gái ngoại hôn nhỏ nhất của William IV của Liên hiệp Anh và người tình lâu năm là Dorothea Jordan. Amelia có bốn chị gái và năm anh trai, tất cả đều mang họ FitzClarence. Ngay sau khi cha của họ trở thành quốc vương, Amelia và các anh chị FitzClarence được nâng địa vị lên hàng con cái của một hầu tước. Amelia được đặt tên theo tên người cô là Amelia của Liên hiệp Anh và Hannover.